# Rådet af Økonomiske Rådgivere
Den amerikanske institution Rådet af Økonomiske Rådgivere (Council of Economic Advisers, forkortet CEA) er en afdeling af den amerikanske præsidents stab og rådgiver præsidenten i økonomiske spørgsmål. Organisationen kommer med forslag til en stor del af Det hvide Hus' økonomiske politik og forbereder bl.a. præsidentens årlige økonomiske redegørelse.

## Historie og organisation
Rådet blev oprettet i 1946 for at give præsidenten adgang til objektiv økonomisk analyse og rådgivning i en lang række hjemlige og internationale økonomiske spørgsmål.
Rådets formand nomineres af præsidenten og godkendes af det amerikanske senat. Formanden har indtil 2017 haft kabinetstatus, hvilket vil sige, at han kan deltage i møder i den amerikanske regering (kabinettet) uden direkte at være medlem af den. I januar 2017 meddelte Det Hvide Hus imidlertid, at dette ikke længere vil være tilfældet under Donald Trump. De øvrige medlemmer udpeges af præsidenten. Organisationen har ca. 20 ansatte økonomer plus tre permanent ansatte økonomiske statistikere. Mange af økonomerne er universitetsansatte, der har taget orlov, eller økonomer, der er ansat i statsadministrationen, men midlertidigt udlånt til rådet.
Rådets formænd gennem tiden tæller mange prominente amerikanske økonomer. Således har de seneste tre afgåede direktører for den amerikanske centralbank Federal Reserve alle tre på et tidligere tidspunkt haft denne stilling: Alan Greenspan (under Gerald Ford), Ben Bernanke (under George W. Bush) og Janet Yellen (under Bill Clinton). Ligeledes har Nobelpristageren i økonomi Joseph Stiglitz været formand for CEA (også under Bill Clinton). Nobelpristageren James Tobin har været medlem af CEA under præsident Kennedy. Andre kendte økonomer som Robert Solow, Lawrence Summers og Nouriel Roubini har som yngre været ansat som menige økonomer i institutionen.

## Rådet af Økonomiske Rådgivere og Det Nationale Økonomiske Råd
Udover Rådet af Økonomiske Rådgivere har den amerikanske præsident også et andet centralt organ til rådighed i den økonomiske politik, nemlig det Nationale Økonomiske Råd (National Economic Council, forkortet NEC). Arbejdsdelingen mellem dem er sådan, at NEC er centralt for udarbejdelsen, koordineringen og implementeringen af de økonomisk-politiske beslutninger. I forhold hertil har CEA med medlemmer og ansatte, der typisk er universitetsforskere eller har en forskeruddannelse, en lidt mere tilbagetrukket og akademisk rolle. Det analyserer den økonomiske udvikling og udarbejder analyser og memoer om forskellige økonomiske emner til inspiration for administrationen. Det er blevet udtrykt sådan, at CEA er en tænketank og NEC en kommandocentral. På nogle måder kan de to råds rolle dermed sammenlignes med forholdet i Danmark mellem De Økonomiske Råd og embedsmændene i Finansministeriet. CEA omtales også sommetider i de danske medier som USA's "økonomiske vismandsråd".

## Formænd og medlemmer

### Liste over formænd
| Formand                               | Fra                | Til               | Præsident         |
| ------------------------------------- | ------------------ | ----------------- | ----------------- |
| Edwin G. Nourse                       | 9. august 1946     | 1. november 1949  | Harry Truman      |
| Leon Keyserling Fungerende: 1949–1950 | 2. november 1949   | 20. januar 1953   | Harry Truman      |
| Arthur F. Burns                       | 19. marts 1953     | 1. december 1956  | Dwight Eisenhower |
| Raymond J. Saulnier                   | 3. december 1956   | 20. januar 1961   | Dwight Eisenhower |
| Walter Heller                         | January 29, 1961   | November 15, 1964 | John F. Kennedy   |
| Walter Heller                         | January 29, 1961   | November 15, 1964 | Lyndon Johnson    |
| Gardner Ackley                        | 16. november 1964  | 15. februar 1968  |                   |
| Arthur M. Okun                        | 15. februar 1968   | 20. januar 1969   |                   |
| Paul W. McCracken                     | 4. februar 1969    | 31. december 1971 | Richard Nixon     |
| Herbert Stein                         | January 1, 1972    | August 31, 1974   | Richard Nixon     |
| Herbert Stein                         | January 1, 1972    | August 31, 1974   | Gerald Ford       |
| Alan Greenspan                        | 4. september 1974  | 20. januar 1977   |                   |
| Charles Schultze                      | 22. januar 1977    | 20. januar 1981   | Jimmy Carter      |
| Murray Weidenbaum                     | 27. februar 1981   | 25. august 1982   | Ronald Reagan     |
| Martin Feldstein                      | 14. oktober 1982   | 10. juli 1984     | Ronald Reagan     |
| Beryl W. Sprinkel                     | 18. april 1985     | 20. januar 1989   | Ronald Reagan     |
| Michael J. Boskin                     | 2. februar 1989    | 20. januar 1993   | George H. W. Bush |
| Laura Tyson                           | 5. februar 1993    | 21. februar 1995  | Bill Clinton      |
| Joseph Stiglitz                       | 28. juni 1995      | 13. februar 1997  | Bill Clinton      |
| Janet Yellen                          | 18. februar 1997   | 3. august 1999    | Bill Clinton      |
| Martin N. Baily                       | 12. august 1999    | 20. januar 2001   | Bill Clinton      |
| Glenn Hubbard                         | 11. maj 2001       | 28. februar 2003  | George W. Bush    |
| Greg Mankiw                           | 29. maj 2003       | 18. februar 2005  | George W. Bush    |
| Harvey S. Rosen                       | 23. februar 2005   | 10. juni 2005     | George W. Bush    |
| Ben Bernanke                          | 21. juni 2005      | 31. januar 2006   | George W. Bush    |
| Edward Lazear                         | 27. februar 2006   | 20. januar 2009   | George W. Bush    |
| Christina Romer                       | 28. januar 2009    | 3. september 2010 | Barack Obama      |
| Austan Goolsbee                       | 10. september 2010 | 5. august 2011    | Barack Obama      |
| Alan Krueger                          | 7. november 2011   | 2. august 2013    | Barack Obama      |
| Jason Furman                          | 2. august 2013     | 20. januar 2017   | Barack Obama      |
| Kevin Hassett                         | 13. september 2017 | 28. juni 2019     | Donald Trump      |
| Tomas J. Philipson fungerende         | 28. juni 2019      | 23. juni 2020     | Donald Trump      |
| Tyler Goodspeed fungerende            | 23. juni 2020      | 7. januar 2021    | Donald Trump      |
| Cecilia Rouse                         | 12. marts 2021     | 31. marts 2021    | Joe Biden         |
| Jared Bernstein                       | 10. juli 2023      | 20. januar 2025   | Joe Biden         |
| Stephen Miran                         | 13. marts 2025     | nuværende         | Donald Trump      |

### Liste over øvrige medlemmer
- John D. Clark 1946–1953
- Roy Blough 1950–1952
- Leon Keyserling 1950–1953
- Robert C. Turner 1952–1953
- Karl A. Fox 1953–1955
- Neil H. Jacoby 1953–1955
- Walter W. Stewart 1953–1955
- Joseph S. Davis 1955–1958
- Paul W. McCracken 1956–1959
- Karl Brandt 1958–1961
- Henry C. Wallich 1959–1961
- James Tobin 1961–1962
- Kermit Gordon 1961–1962
- John P. Lewis 1963–1964
- Otto Eckstein 1964–1966
- James S. Duesenberry 1966–1968
- Merton J. Peck 1968–1969
- Warren L. Smith 1968–1969
- Hendrik S. Houthakker 1969–1971
- Herbert Stein 1969–1971
- Ezra Solomon 1971–1973
- Marina von Neumann Whitman 1972–1973
- Gary L. Seevers 1973–1975
- William J. Fellner 1973–1975
- Paul. W. MacAvoy 1975–1976
- Burton G. Malkiel 1975–1977
- William D. Nordhaus 1977–1979
- Lyle E. Gramley 1977–1980
- George C. Eads 1979–1981
- Stephen Goldfeld 1980–1981
- William A. Niskanen 1981–1985
- Jerry L. Jordan 1981–1982
- William Poole 1982–1985
- Thomas Gale Moore 1985–1989
- Michael L. Mussa 1986–1988
- John B. Taylor 1989–1991
- Richard L. Schmalensee 1989–1991
- David F. Bradford 1991–1993
- Paul Wonnacott 1991–1993
- Alan S. Blinder 1993–1994
- Joseph Stiglitz 1993–1995
- Martin N. Baily 1995–1996
- Alicia H. Munnell 1996–1997
- Jeffrey A. Frankel 1997–1999
- Rebecca M. Blank 1998–1999
- Robert Z. Lawrence 1999–2001
- Kathryn L. Shaw 2000–2001
- Mark B. McClellan 2001–2002
- Randall S. Kroszner 2001–2003
- Kristin J. Forbes 2003–2005
- Harvey S. Rosen 2003–2005
- Katherine Baicker 2005–2007
- Matthew J. Slaughter 2005–2007
- Donald B. Marron Jr. 2008–2009
- Cecilia Rouse 2009–2011
- Carl Shapiro 2011–2012
- Katharine Abraham 2011–2013
- James H. Stock 2013–2014
- Betsey Stevenson 2013–2015
- Maurice Obstfeld 2014–2015
- Jay Shambaugh 2015–2017
- Sandra Black 2015–2017
- Richard Burkhauser 2017–2019
- Tomas J. Philipson 2017–2020
- Tyler Goodspeed 2019–2021
- Heather Boushey 2021–2025
- Jared Bernstein 2021–2023
- Kirabo Jackson 2023–2025
- Pierre Yared 2025–
- Kim Ruhl 2025–